# Gilles Alfera
Gilles Alfera (de son nom de naissance Gilles Ferrand) est un peintre et graveur français né le 22 septembre 1940 à Neuilly-sur-Seine. Outre la peinture et la gravure, il se consacre également à l’édition de livres d’artiste, souvent inspirés de textes fondateurs, mystiques ou métaphysiques, ainsi qu’à la poésie.

## Biographie
Aîné d’une fratrie de quatre enfants, Gilles Alfera (alors Gilles Ferrand) passe sa jeunesse à Neuilly-sur-Seine et Courbevoie au sein d’une famille de médecins, d'ascendance germanique (famille Pfeiffer, Palatinat - comportant entre autres l'homme politique Maximilian Pfeiffer ou le diplomate Peter Pfeiffer) et du Nord de la France (famille Caulliez-Mazure). Son père, Guy Ferrand, est chirurgien et sa mère, Madeleine Ferrand, (nom de jeune fille Caulliez), pédiatre. Il  a deux frères, Daniel et Alexis, et une sœur, Isabelle. De santé fragile dans l'enfance, il attrape de nombreuses maladies infantiles et une typhoïde qui aurait pu lui être fatale. Sa scolarité est traversée par treize établissements scolaires différents et un certain chaos, pour se clore par deux années de classes préparatoires de Mathématiques supérieures qui n’aboutiront à aucune inscription durable en études universitaires. Après ses études de mathématiques inachevées, il intègre l'Académie Julian à Paris sous la direction de Claude Schürr, puis fait un passage aux Beaux-Arts de Paris, section “Architecture” (1964-65). Décidant de faire de la peinture son activité principale, il s’installe en 1965 à Neauphle-le-Château, où il établit son atelier.
Au cours de son passage universitaire, Gilles rencontre l'organisation politique Socialisme ou Barbarie, avec laquelle il va militer pendant  les années 1961 à 1964, époque de sa découverte de l’œuvre de René Guénon, ésotériste et philosophe orientaliste français. À l'analyse très innovante de la société industrielle et bureaucratique de Socialisme ou Barbarie, l’œuvre de René Guénon apporte un approfondissement inattendu au travers de deux ouvrages : Le Règne de la Quantité et les Signes des Temps et La crise du monde moderne, livres dans lesquels l'auteur énonce les raisons séculaires de notre situation actuelle. L'ensemble de cette œuvre magistrale va déterminer, jusqu'à aujourd'hui, la peinture de Gilles Alfera.

### Démarche
Alfera se consacre à une peinture de tendance abstraite sous-tendue par le langage symbolique, ainsi que, (quoique plus tardivement), à une peinture de paysages.
«Peintre, il [Gilles Alfera] travaille par juxtaposition d’aplats, hauts en couleurs tout en étant accordés pour une célébration joyeuse. Son œuvre se partage entre deux tendances. Son inspiration la plus profonde est d’origine spirituelle. Dans les peintures de cette catégorie, les peintures intentionnelles, l’architecture apparemment abstraite de la composition inclut quelques symboles clairs, dont l’autel, la croix, le ciboire. A la seconde tendance ressortent des abstractions paysagées, voire clairement des paysages, qui se souviennent du de Staël de la période d’Antibes, avec lesquels Gilles Alfera se rassure sur son aptitude à apprécier la beauté de la création». Jacques Busse, in Benezit, 1996.

Gilles Alfera peint volontiers à même la nature, voyageant en France et en Europe à la recherche des lieux d’inspiration. Il aime peindre des paysages façonnés par l’homme avec des champs, des haies, des chemins… une église, ainsi que quelques marines. Pour ce qui est de sa peinture symbolique, sans être spécifiquement un art “religieux”, cette partie de son œuvre, qualifiée “d’œuvre intentionnelle” par Jacques Busse, s’inscrit dans l’art sacré contemporain,,. Plus précisément, il veut  montrer par ses peintures, ses gravures et ses livres d'artiste inspirés des grands textes de la Tradition, que le vocabulaire symbolique de l’Art sacré constitue une source de création,.
“Gilles Alfera, dont certaines œuvres sont intentionnelles, ne cherche pas à faire de l’art religieux comme certains peuvent l'entendre. Il désire retrouver la foi des symboles (...). Gilles Alfera désirerait, en quelques images très simples, montrer qu'il existe sans doute une sagesse depuis longtemps oubliée. René Déroudille, in Lyon Matin, 24 décembre 1991.
La démarche d'Alfera se caractérise par le souci d'une identification à l'esprit des ouvrages traditionnels.
“L'art d'Alfera essaie de retrouver lucidement, pour aujourd'hui et pour demain, la démarche longtemps commune à tous les arts (et tous les métiers) des civilisations "traditionnelles", civilisations du silence, de la lenteur, de la contemplation du mystère dans la densité même des choses.” Olivier Clément - présentation d'Alfera, 1979 (Plaquette éditée à l'occasion du colloque de St Merri "Langage symbolique et approche du Sacré").
Toutefois, il ne revendique aucun rattachement ni dogme, et peint selon ce que lui offre spontanément l'évocation du thème qu'il développe.
"Alfera n'aime pas trop se raconter ni commenter ce qui s'offre dans l'évidence du trait. Il préfère laisser la parole à sa peinture, ou à ceux qu'elle touche". Éric Vinson, Revue Prier, 2003.

## Œuvres

### Livres d'artiste
En poète, Alfera apprécie les textes fondateurs ou les grands textes mystiques. On retrouve cette influence dans les textes personnels qui accompagnent ses livres d'artiste (Graduel, Anna, Cantique...). La présence du Livre d'artiste est donc une caractéristique importante de son œuvre, un format qui lui permet d'exprimer cette appétence pour l'écriture, la mise en page et la typographie.
- 1978 - Graduel[11]- Textes et douze gravures polychromes de Gilles Alfera. Présenté pour la première fois au public lors du colloque "Formes Célestes et images de ce monde", avec une introduction catalogue par Olivier Clément[9]
- 1986 - Anna[12] - Recueil de poésies et de gravures originales de Gilles Alfera.
- 1988 - L'Arrière-garde[13],[12]- Eaux-fortes de Gilles Alfera sur un texte original de Vincent La Soudière, écrivain et poète français ami du peintre mort en 1992.
- 1989 - Cantique[14] - Douze poèmes de Gilles Alfera accompagnés de ses gravures originales, illustrant les fêtes des trois religions du Livre (Préface par Gérard de Sorval, ancien haut fonctionnaire, dans une seconde édition au format livre d'artiste comportant les textes seuls). Livre d'artiste commandé au peintre par Olivier Clément pour l'Association des Écrivains Croyants d'Expression Francophone à l'occasion de la parution du livre Célébrer Dieu[15], Editions Univers-Média,1980.
- 1992 - Tao Te Jing[16] - Livre d’artiste avec des extraits du Livre de la Voie, attribué à Lao Tzeu sur la base de la traduction d'une édition traduite par Pierre Leyris et François Houang, Edition du Seuil dans sa collection Point-Sagesse.
- 1994 - Bhagavad-Gita[17]. Livre d'artiste comportant des gravures de Gilles Alfera illustrant des extraits de textes de la Bhagavad-Gita traduits par Anne-Marie Esnoul d'après le texte sanskrit établi par Olivier Lacombe ; publiée par la Librairie Arthème Fayard, la traduction fût rééditée aux Editions du Seuil dans la collection Sagesse. En regard de chaque stance figurent les références qui permettent de replacer l’extrait dans le corps du texte - de I à XVIII - et à sa place dans le cadre de la publication intégrale de la BHAGAVAD GITÀ. Postface rédigée par Un moine d'Occident[18] (pseudonyme), portier de la Grande Trappe de Soligny (Orne, 61) et intitulée Il n'y a qu'une métaphysique.
- 1994 - Supplique pour parvenir au bon usage de l'œuvre[19] (ou La Prière ouvrière) - Anonyme - prière ouvrière préfacée par un moine de L'Abbaye de La Pierre-qui-Vire.
- 2000 - Granum sinapis[20] (Grain de Sénevé) - poème, né dans la vallée du Rhin au quatorzième siècle  attribué à Maître Eckhart. Texte rédigé en Haut-Allemand, traduit par Antoine de Vial. Au regard de chaque strophe figure la composition originale du manuscrit Hs.K1222 de la Badische Landesbibliothek de Karlsruhe.

### Collaborations
Les rencontres et projets émaillent le parcours de Gilles Alfera, avec toujours le fil rouge des grands textes, du symbolisme, ou de l'art roman. Dès 1972, il est invité à un dialogue avec Angelico Surchamps  qui est publié dans la Revue Zodiaque N° 93, D'une peinture moderne symbolique, sous-titre dialogue autour d'un art moderne symbolique. En 1979, il participe au Colloque Langage symbolique et approche du Sacré en l'église Saint-Merri de Paris (3ème) -Gilles Alfera a connu Xavier de Chalendar dans ses fonctions d’aumônier de la Paroisse du Lycée Pasteur de Neuilly-sur-Seine. Cette exposition se complètera par un Colloque de deux mois (avril à juin 1979) ayant pour titre Langage symbolique et approche du sacré, et pour lequel Gilles Alfera réalisera un audiovisuel intitulé Formes célestes et images de ce monde où il montre la proximité de son travail avec l'esprit de l'Art Roman (images puisées au fonds photographique des Editions Zodiaque). Seront également intervenants à ce colloque Jean Tourniac, Frédérik Tristan, Marie-Madeleine Davy, Paul Barba Negra, Olivier Beigbeder, Olivier Clément, Georges Jouven, Nadjm Oud-Din Bammate et Jean-Pierre Bayard. En 1980, à l'occasion de l'Année de Saint Benoît [célébration des 500 ans de la mort de Saint Benoît], il est invité au Cloître des Prémontrés de Pont-à-Mousson à une exposition itinérante [tirages grand format d'art roman] intitulée L'Entrée dans le cloître, fruit d'une collaboration avec Dominique Ponnau et le Père Lin de Saint-Benoît-sur-Loire, avec le soutien de la Délégation aux célébrations nationales. En 1993, il illustre le livre de Marcel Rist Ici ailleurs : en deux itinéraires et un au-delà, et en 1998 un texte de Jean-Yves Hameline La Croix, la trace et le regard pour Chroniques d'art sacré. En 1999, il illustre le Missel des dimanches aux Editions du Cerf. 2011 est l'année de naissance de son livre d'artiste réalisé à quatre mains Obéir à Gavrinis: ce livre d'artiste comporte 18 eaux-fortes polychromes accompagnées de 18 aphorismes poétiques du poète Antoine de Vial, avec une préface de Charles-Tanguy Leroux, conservateur général du patrimoine de Bretagne et préhistorien, et une postface de Denis Vialou, professeur émérite en préhistoire de Sapiens. Les travaux d'illustration ainsi que les textes et poèmes sont directement inspirés des dalles gravées du site archéologique de Gavrinis, Cairn de Larmor-Baden, Ile de Gavrinis (56). Pour les illustrations, Alfera s'est aidé des relevés de l'archéologue irlandaise, le professeur Elizabeth Twohig, du University College Cork. En 2012 paraît le livre Obéir à Gavrinisd'Antoine de Vial aux Editions Orizons, L'Harmattan, illustré de 18 reproductions en noir et blanc d'eaux-fortes polychromes de Gilles Alfera [issues du livre d'artiste Obéir à Gavrinis, 2011]. En 2016, les Éditions Scriptoria publient Alfera et Rufus aussi,, ouvrage à deux mains fruit d'une collaboration avec Rufus, acteur : dans cet ouvrage, Rufus partage sa vision de l'art de Gilles Alfera, au regard de chaque photo de tableau. En 2019, Alfera réalise un Chemin de Croix pour l'église Saint-Paul du Sanitas à Tours,, dont il est fait mention dans un documentaire diffusé sur France 2.

### Expositions personnelles
En 2021, il expose à l'Espace Andrée Chédid, Issy-les-Moulineaux, (Hauts-de-Seine, 92). En 2018, à l'Abbaye Notre-Dame de Boscodon (Gap, Hautes-Alpes, 05). La Galerie Artès  (Paris 5e) l'accueille en 2015 pour son exposition Du paysage à l’espace symbolique. Il présente son livre d'artiste Obéir à Gavrinis en 2012 au Centre culturel la Criée de Port Navalo (Morbihan, 56). La Chapelle Saint Cyprien à Anse (Rhône, 69), accueille en 2012 son exposition Entre ciel et terre  et en 2011, l'Église Notre Dame d'Espérance, Formes célestes et images de ce monde (Paris 11è). La cathédrale d'Évry (Essonne, 91) exposera Gilles Alfera à trois reprises à compter de 2010. Cette année-là, son exposition Symboles & art sacré sera accompagnée de propos d’Antoine de Vial. La Ville de Lyon (Rhône, 69) est également un lieu d'accueil de son art à différentes reprises, entre autres grâce à des liens noués avec Jean Mathieu et François Gauthier, amateurs de son art et qui tiennent la Galerie Les Argonautes. En 2009, il expose ainsi à Lyon à Université Jean-Moulin et à la Chapelle des Assomptionnistes de Valpré. En 1997, c'est la Galerie des "Remparts d'Ainay", toujours à Lyon, qui l'expose. En 1991, la Galerie "Les Argonautes" présente son travail avec une introduction de René Déroudille parue dans La Montagne, le 24/12/1991, ainsi, la même année, que la Galerie "L'Arborescence", avec l'Association du Chêne-Voyelle (Lyon). Il expose à la Crypte de la Madeleine (Paris 8è), avec une introduction par Antoine de Vial en 2008, ainsi qu'au Centre Culturel d'Égypte (Paris 5e) la même année. En 2005, la Salle Saint-Martin, accueille son exposition Entre Ciel et Terre, la vision d'un peintre (Aix La Chapelle, Allemagne). Il expose en 2001 à l'Abbatiale St. Philibert de Tournus, Exposition d'Art Sacré, (Saône-et-Loire, 71). Il expose à plusieurs reprises en Allemagne et aux Pays-Bas, notamment à ses débuts (diverses expositions en Allemagne et aux Pays-Bas entre 1965 et 1967,,,, et retourne en Allemagne en 1998, avec une seconde exposition à la Pfarrgemeinde St. Laurentius d'Aix-la-Chapelle, introduite par Professor Wilhelm Jansen, Eine Zeitgenössische Christliche Malerei - Symbolische Bilder von Gilles Alfera, Aachen-Laurensberg, lieu qui l'avait accueilli également en 1988. Les années 1990 le conduisent à Saint-Martin-du-Lac, (Saône-et-Loire, 71), pour le Salon "Archipel sur le Lac, dixième" (en 1997), ainsi qu'à La Petite Galerie, (Paris 6e, 1995), à la Crypte de Saint Pierre du Gros Caillou (Paris 7e, en 1994), à la Galerie Montfort de Vaison la Romaine (84, France, en 1993) ou encore en 1990 et en 1992 à la Librairie-Galerie Luc Monod et Sylvain Combescot(Paris 5e) pour la présentation de son livre d’artiste Petit précis journalier de la Voie  (Tao Te King), ainsi qu'à la Galerie des Manèges à Versailles la même année. Il expose au Japon en 1993 à la Galerie "La Collezionne", son seul voyage en Asie. En 1991, il est réinvité au Club des Poètes -une première exposition dans ce lieu a eu lieu en 1971-, et à la Mairie du 7e Arrondissement de Paris. En 1988, il présente au Centre National des Lettres (Pierrefitte, Seine St Denis, 93) son livre d’artiste L'Arrière-Garde, fruit d'une collaboration avec Vincent La Soudière qui offre dans ce livre un texte inédit. La Ville de Troye l'accueille au 76e Salon de la société artistique de l'Aude en 1987 (Aude, France), et il expose la même année à l'Hôtel Holiday Inn du Luxembourg,. La Galerie Mansart, (Paris 3e) s'intéresse à son travail et l'expose en 1985. Il réalise également différentes expositions à la Galerie du Lucernaire (Paris 6ème, 1982), à la Galerie Contraste de Limoges (Haute-Vienne, 87), et expose en outre des cuivres gravés à partir d'estampes anciennes de la Ville de Limoges avec l'Association Renaissance du Vieux Limoges, la même année (1981). Les années 70 l’amènent à exposer à Rochefort (Charente-Maritime, 17) à la Galerie Haute de la Bourse en 1973 ou à Paris à la Galerie Shangri-La, avec une exposition préfacée par Max Pol-Fouchet (1975). Mais le plus important projet a lieu en 1979 avec sa participation au Colloque Langage symbolique et approche du Sacré en l'église Saint-Merri de Paris 3e,, pour lequel il exposera ses œuvres intentionnelles et présentera un audiovisuel réalisé par lui : Formes célestes et images de ce monde. Il y montrera la proximité de son travail avec l'esprit de l'Art Roman, avec de nombreuses images puisées au fonds photographique des Éditions Zodiaque.

### Biennales et salons
- Bastille Design Center, Paris 11e, 2021.
- Journées de l'Estampe, Paris 6e (2016, 2017, 2020, 2022).
- Marché de la Poésie, Paris 6e, (2000, 2001, 2002 Nuit cent peintres), (2003, 2007, 2016, 2019).
- Cathédrale de Créteil (94), (2016, 2017, 2019).
- Salon d'Art Sacré II, Église Saint-Germain l'Auxerrois - Paris 1er, 2018.
- Biennale d'Art Sacré de Reims, Reims, 2018.
- Biennale Art Eindhoven, Eindhoven, Pays-Bas, 2017.
- Art sacré actuel, Reims, 2016.
- Traces - Salon des Arts de Sèvres, Sèvres, (92) 2015.
- Salon PAGE (s) - Livres d'Artistes et bibliophilie contemporaine, Paris 5è, (2000, 2002, 2004, 2014).
- Salon d'Automne, Paris 8e, 1972, 1980, 2000, 2014.
- Biennale d'Art Sacré Actuel, Lyon (69), 2013.
- Salon des Hivernales, Paris Montreuil (93), 2012.
- Centro San Léonardo, Venise (Italie), Venise / Paris, 2008.
- Galerie Francis Barlier, exposition collective, 2004.
- FIAC, SAGA, Porte de Versailles Paris 15e, 1999.
- Buchmesse, Foire du Livre de Francfort (Allemagne), 1999.
- Salon de la petite édition (livres d'artiste) - Quimper (29), 1998.
- Salon Grands et Jeunes d’Aujourd’hui (1993 et 1996).
- Salon du livre d'Artiste L'art à la page, Cagnes-sur-Mer (06), 1992.
- Dialogues, exposition d’arts visuels, sénat, Jardin du Luxembourg, Paris 6è, 2013.
- Biennale SUD 92, Issy les Moulineaux (92), 199, 1995.
- Biennale du Livre d'Artiste, Uzerche (19), 1989.
- Salon du livre, section "Bibliophilie", Lyon (69), 1988.
- Salon Réalités Nouvelles, Paris, 1978, 1986.
- Festival de Fontevreau, Abbaye Royale de Fontevreau, septembre 1985[54].
- Galerie Le Lucernaire - tableaux inspirés du paysage - Paris 6e, 1982.
- Festival international de Passau, représente la section française de peinture, Allemagne, 1977[55].